# Saarukainen (ö i Tornedalen)
Saarukainen är en ö i Finland. Den ligger i sjön Ajankijärvi och i kommunen Pello i den ekonomiska regionen  Tornedalens ekonomiska region  och landskapen  Lappland, i den norra delen av landet, 700 km norr om huvudstaden Helsingfors. Öns area är 0,4 hektar och dess största längd är 120 meter i öst-västlig riktning.